# 裾野警察署
裾野警察署（すそのけいさつしょ）は、静岡県裾野市にある、静岡県警察が管轄する警察署の一つである。

## 管轄区域
- 裾野市
- 駿東郡長泉町

## 所在地
- 静岡県裾野市平松620-1

## 沿革
- 2013年4月1日 - 沼津警察署より分署して開署。

## 組織
- 警務課
- 交通課
- 地域課
- 会計課
- 刑事課
- 生活安全課
- 警備課

## 交番
- 深良交番（裾野市）[1]
- 茶畑交番（裾野市）
- 長泉町交番（駿東郡長泉町）
- 下長窪交番（駿東郡長泉町）

## 駐在所
- 富岡駐在所（裾野市）
- 須山駐在所（裾野市）